# Leucothyreus limbifer
Leucothyreus limbifer är en skalbaggsart som beskrevs av Ohaus 1931. Leucothyreus limbifer ingår i släktet Leucothyreus och familjen Rutelidae. Inga underarter finns listade i Catalogue of Life.